# Julia Hunt Catlin Park DePew Taufflieb
Julia Hunt Catlin Park DePew Taufflieb (6 de julio de 1864 – 17 de diciembre de 1947) fue una filántropa de alta sociedad condecorada con la Cruz de guerra y la Legión de Honor por Francia en 1917 por convertir su castillo de Annel en un hospital de 300 camas durante la Primera Guerra Mundial, siendo la primera mujer estadounidense en recibir tales galardones.  

## Biografía

### Primeros años
Julia Hunt Catlin nació el 6 de julio de 1864, hija de Julius Catlin(1833-1893) y Frances Helene Hunt (1839), quien era hija de Seth B. Hunt, señor de Maple Grove, Bennington, Vermont.
Su abuelo paterno era Julius Catlin, 29.º teniente gobernador de Connecticut desde 1858 hasta 1861, y su tía Hannah Maria Catlin, casada con Benjamin K. Phelps, el fiscal del distrito del condado de Nueva York.

### Durante la Primera Guerra Mundial
Julia convirtió su castillo en Longeuil d’Annel en un hospital militar de 300 camas en el frente de guerra durante la Primera Guerra Mundial. Fue el primer hospital para los soldados aliados en Francia, abierto por una mujer estadounidense cerca del frente.
Cuando los soldados alemanes se adentraron más en Francia Julia se marchó a Inglaterra, pero volvió poco después cuando las tropas alemanas retrocedieron. Sus acciones conllevaron que muchos otros estadounidenses que vivían en Francia tuviesen el valor de abrir más hospitales militares. 
Gracias a sus acciones fue galardonada con los premios militares franceses más importantes, la Legión de honor y la Cruz de guerra en 1917, convirtiéndose así en la primera mujer estadounidense en recibir tales honores. 
En 1917 el presidente de Francia, Raymond Poincaré, con la recomendación del ministro de guerra, le otorgó una medalla de oro en reconocimiento de sus méritos, junto a una carta escrita por Justin Godart, el subsecretario de guerra. 

#### Segunda Guerra Mundial
En 1940, durante la Segunda Guerra Mundial, fue forzada a abandonar su villa en Cannes tras la caída de Francia. Escapó a través de España y viajó desde Lisboa en uno de los últimos barcos de refugiados. 
Durante la guerra residió en Santa Bárbara y Beverly Hills en California.

### Vida privada
En 1889 se casó con Trenor Luther Park (1861-1907), el hijo de Trenor W. Park, en Nueva York. Park, comodoro del club náutico de Nueva York, murió en 1907 tras una dura operación llevada a cabo por el Dr. Francis Delafield.  
Junto con Julia tuvieron tres hijos: Edith Laura Park (1893-1893) quien murió a los 3 días de nacer, Frances Trenor Hall Park (1894-1937) y Julia Elliot Park (1897-1906) quien también murió muy joven al caer por un tejado de cristal en Nueva York con tan solo 9 años. 
Tras la muerte de Park, Julia, quien ahora contaba con 3 millones de dólares de herencia por su marido, se mudó junto a su hija Frances a París. 
El 15 de febrero de 1911 se casó con Chauncey Mitchell Depew (1867-1927) de quien se divorció tan solo 5 años después.
2 años después de su divorcio con Chauncey Mitchel Depew, en 1918, se casó con el general Emile Adolphe Taufflieb, comandante de la 37.º tropa del ejército francés y miembro del senado de Francia. Permanecieron casados hasta su muerte en 1938. 
Julia murió el 17 de diciembre de 1947 en villa nevada, Cannes, Francia.